# Lepidium glastifolium
Lepidium glastifolium är en korsblommig växtart som beskrevs av René Louiche Desfontaines. Lepidium glastifolium ingår i släktet krassingar, och familjen korsblommiga växter. Inga underarter finns listade i Catalogue of Life.